# ناتینگهام (ویرجینیای غربی)
ناتینگهام (به انگلیسی: Nottingham) یک منطقهٔ مسکونی در ایالات متحده آمریکا است که در شهرستان پوکاهانتس، ویرجینیای غربی واقع شده‌است. ناتینگهام ۸۱۵٫۹۶ متر بالاتر از سطح دریا واقع شده‌است.